# 艾因比亞
35°49′00″N 0°17′00″W / 35.816667°N 0.283333°W
艾因比亞（阿拉伯语：‎），是阿爾及利亞的城鎮，位於該國西北部奧蘭省，由拜錫瓦區負責管轄，面積36平方公里，2009年人口32,611，人口密度每平方公里902人。